# Costiera amalfitana
La Costiera amalfitana (o Costa d'Amalfi) è un tratto di costa tirrenica della provincia di Salerno in Campania. Situata ad est della penisola sorrentina, si affaccia sul golfo di Salerno e si estende da Positano a Vietri sul Mare (confinante con Salerno).
Riconosciuta come Patrimonio dell'umanità dell'UNESCO nel 1997, la costiera è rinomata in tutto il mondo per la sua bellezza naturalistica. Prende il nome dalla città di Amalfi, suo nucleo geografico e storico.

## Storia
In tempi antichi il territorio della Costa costituì parte dell'Impero romano, come testimoniato dalla presenza di numerose ville patrizie, la più estesa delle quali è situata a Minori. Durante la guerra greco-gotica, gli abitanti costierani si allearono con i Bizantini, i quali, alla fine del conflitto, concessero loro maggiore autonomia dall'Impero. 

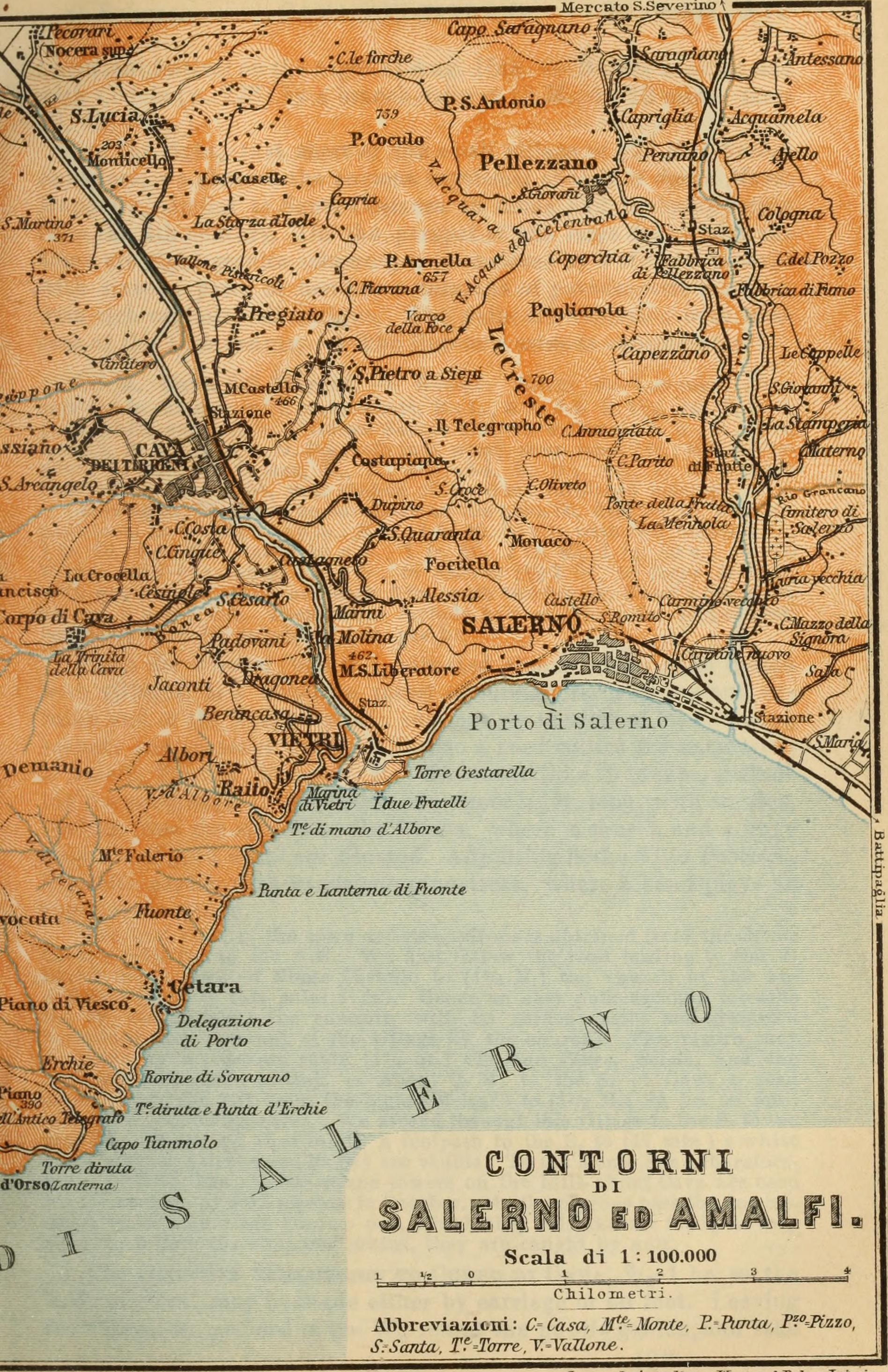
La Costiera nel primo Novecento

Malgrado nell'839 Amalfi venne conquistata dal principato longobardo di Salerno, dopo pochi anni la città si riunì all'Impero bizantino, di fatto acquisendo autonomia amministrativa: fu questa la premessa della Repubblica di Amalfi, che nel X secolo si sarebbe trasformata in un ducato.
Il ducato amalfitano conobbe la sua massima espansione tra la fine del X e l'inizio dell'XI secolo, all'epoca del duca Mansone I. Conquistata dai Normanni di Salerno nel 1136, la Costiera cadde quindi in miseria, anche a causa delle scorrerie della repubblica marinara rivale di Pisa. 
Nel Medioevo e nel Rinascimento la costiera fu colpita dagli attacchi devastanti degli Arabi prima e dei Turchi dopo. Dal Cinquecento vi furono create delle torri di avvistamento (contro i le incursioni dei corsari barbareschi), che attualmente sono attrazioni turistiche.
Dal 1811 al 1860 Amalfi fu capoluogo dell'omonimo circondario del Regno delle Due Sicilie, per poi essere formalmente annessa al Regno d'Italia nel 1861. 
Dalla fine dell'Ottocento in poi la Costiera ha avuto un grande sviluppo turistico di livello internazionale, con Positano considerata come una delle principali mete da visitare.

## Turismo
(Giovanni Boccaccio, Decameron - II giornata, IV novella)

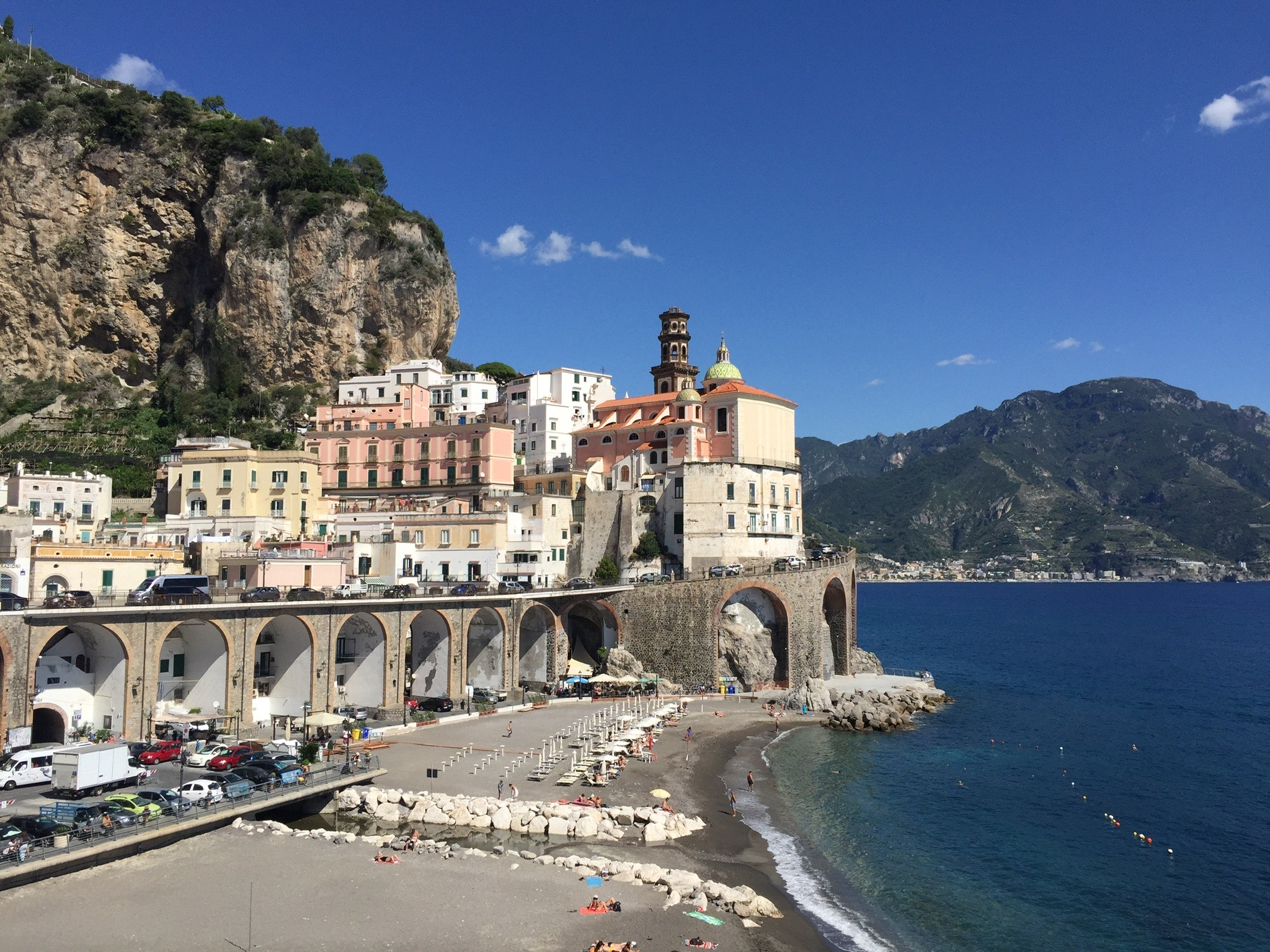
Atrani

Le sue bellezze naturali e i suoi paesaggi pittoreschi l'hanno resa, già a partire dal XVIII secolo negli itinerari del Grand Tour ma specialmente nel secondo dopoguerra, una delle mete predilette del jet set mondiale, ragione che le è valso il soprannome di "Divina Costiera". 
Tra le numerosissime celebrità che negli anni hanno scelto la Costa d'Amalfi quale oasi di soggiorno sono menzionabili la first lady Jacqueline Kennedy, il re Vittorio Emanuele III di Savoia, l'imprenditore Gianni Agnelli, il regista Roberto Rossellini, le attrici Grace Kelly, Ingrid Bergman, Greta Garbo e Sophia Loren, gli attori Paul Newman, Leonardo DiCaprio e Tom Hanks, il ballerino Rudol'f Nureev (che negli ultimi anni di vita si ritirò nella sua villa di Li Galli), e gli scrittori Gore Vidal, Maksim Gor'kij, John Steinbeck ed Ernest Hemingway..
La costiera amalfitana è nota altresì per alcuni prodotti tipici: il limoncello, liquore ottenuto dallo sfusato amalfitano; oppure il concerto, un liquore tradizionalmente prodotto a Tramonti e ottenuto da un mix di 15 spezie, tra cui liquirizia, finocchietto, chiodi di garofano, noce moscata, stella alpina e mentuccia. Tra le specialità costierane sono menzionabili anche le alici e la colatura prodotta a Cetara, nonché le ceramiche realizzate e dipinte a mano a Vietri sul Mare.

### Comuni e attrattive turistiche

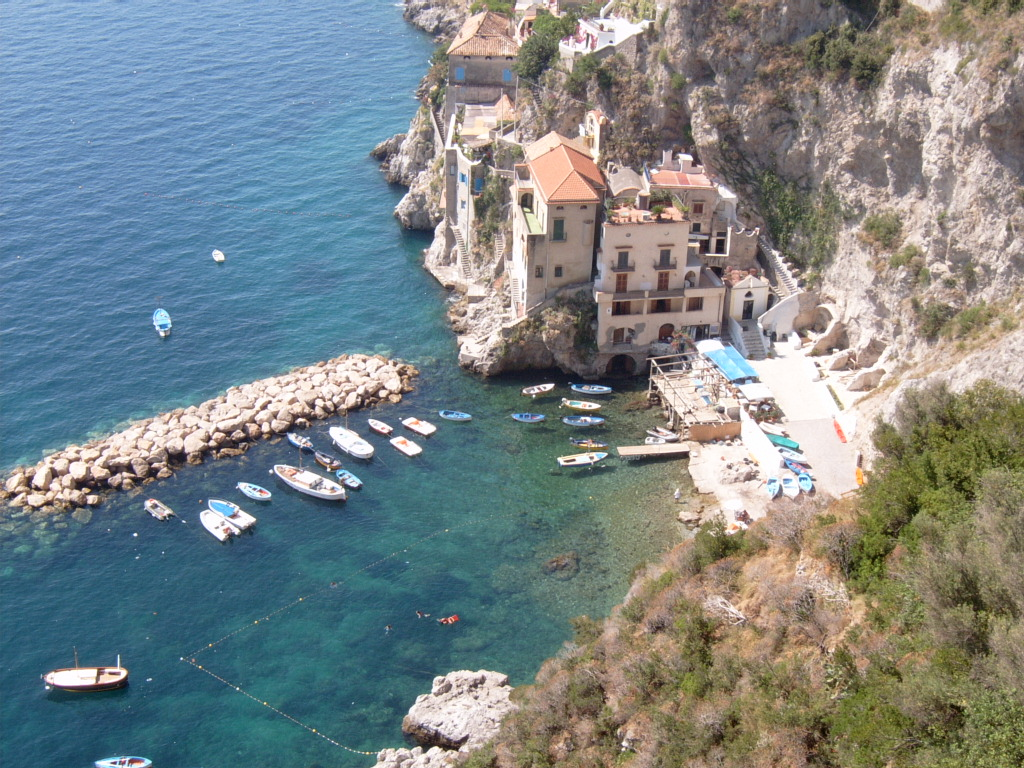
La Marina di Conca

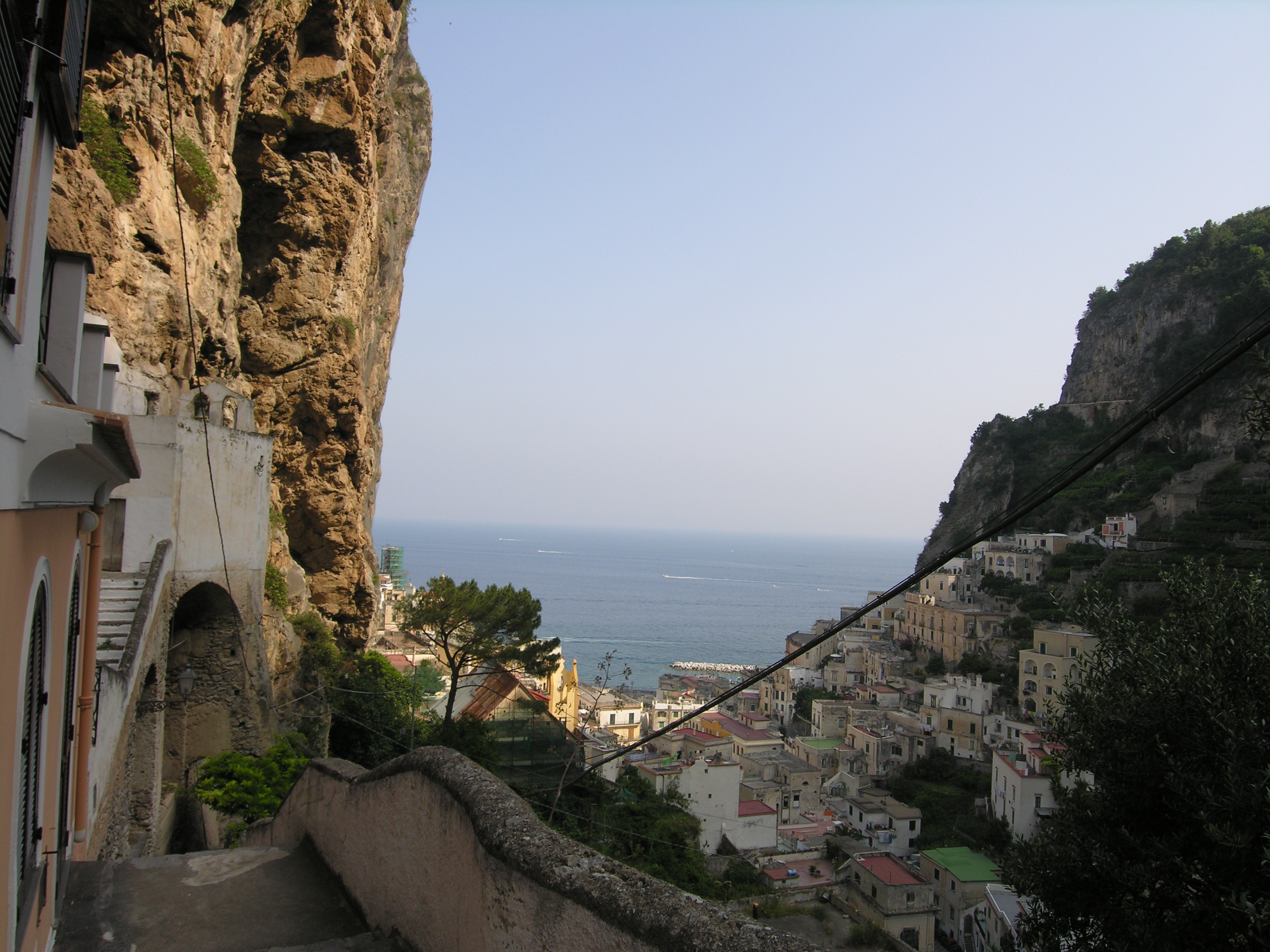
La strada da Atrani a Ravello

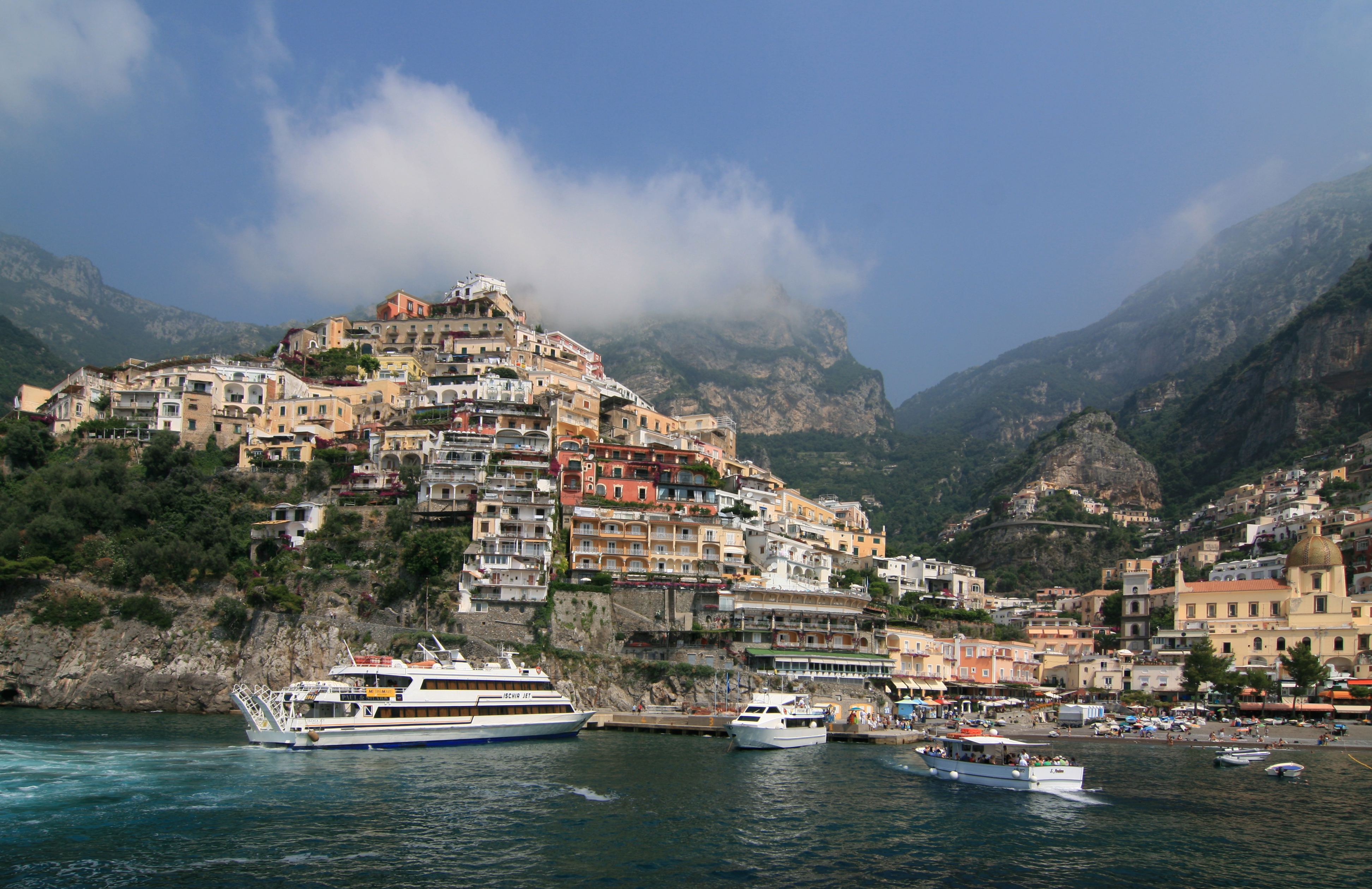
Positano

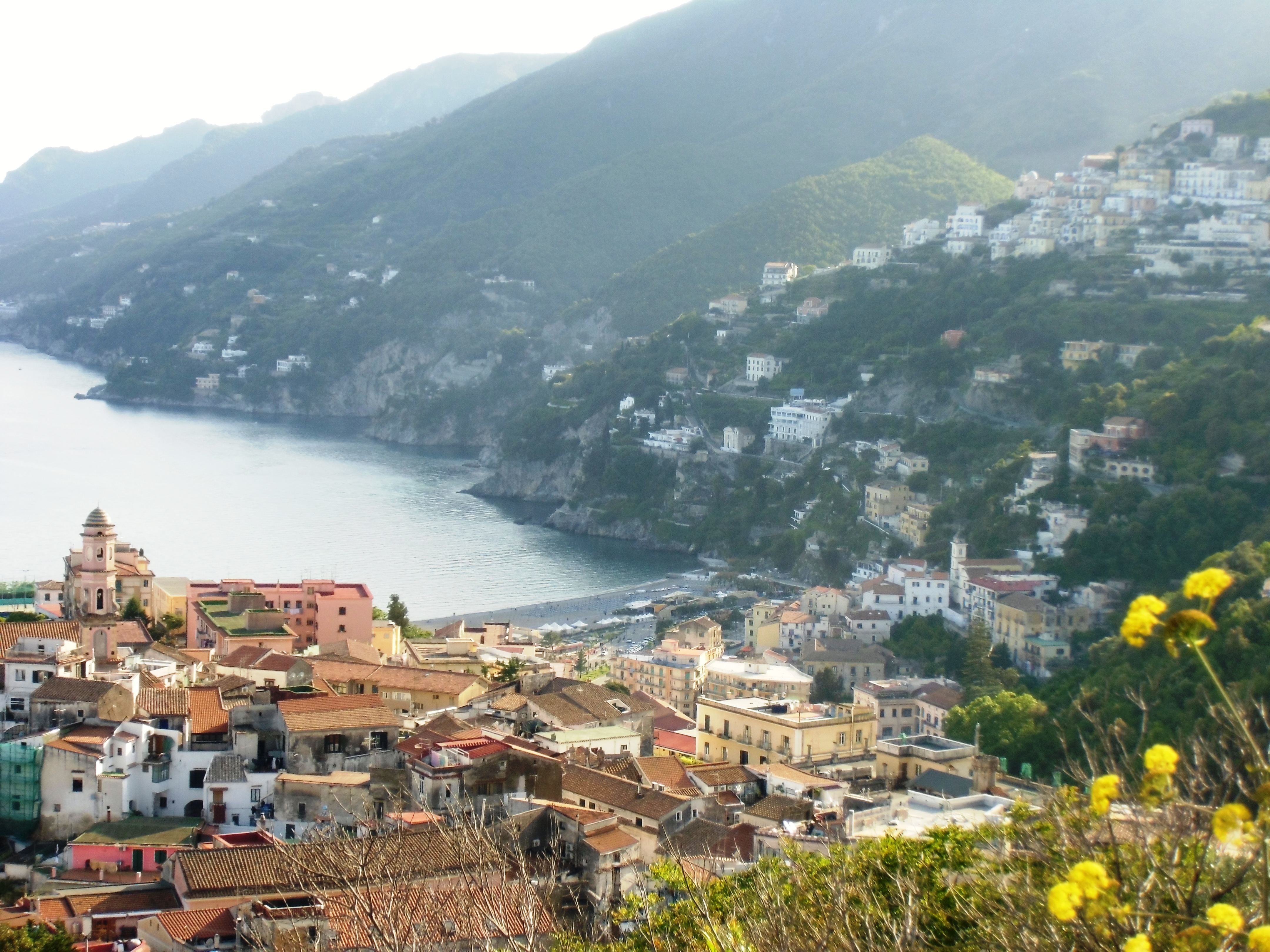
Vietri sul mare

Fanno parte della costiera i seguenti comuni della provincia di Salerno:
- Amalfi[4] con il Duomo e il chiostro del Paradiso;
- Atrani con le chiese di San Salvatore del Birecto e di Santa Maria Maddalena Penitente;
- Cetara, il paese della colatura di alici;
- Conca dei Marini; il paese della sfogliatella, con la sua Grotta dello Smeraldo e la Chiesa Patronale di San Giovanni Battista;
- Furore con un piccolo fiordo;
- Maiori con la Collegiata di Santa Maria a Mare e il Castello di San Nicola de Thoro Plano;
- Minori con la Basilica di Santa Trofimena e la Villa romana;
- Positano[5] con la Chiesa dell'Assunta e il suggestivo centro storico;
- Praiano con le chiese di San Luca e San Gennaro e i relativi belvedere;
- Ravello[6] la città della musica con il suo Duomo e le prestigiose Villa Cimbrone e Villa Rufolo, nonché l'Auditorium Oscar Niemeyer;
- Scala, il paese più antico della Costiera amalfitana;
- Tramonti e le varie frazioni, denominato il "polmone verde" della Costa d'Amalfi;[senza fonte]
- Vietri sul Mare nota in tutto il mondo per l'antica tradizione di lavorazione della ceramica e la sua frazione Albori, che fa parte del club I borghi più belli d'Italia.

Tali comuni, assieme con Sant'Egidio del Monte Albino e Corbara, sono stati riuniti insieme nella Comunità Montana Penisola Amalfitana, sciolta nel 2008.
Sono riuniti nella Comunità montana Monti Lattari, i seguenti comuni della Costiera amalfitana e Costiera sorrentina:
per la Costiera Amalfitana:
- Scala
- Sant'Egidio del Monte Albino
- Corbara
- Tramonti

per la Costiera Sorrentina:
- Agerola
- Pimonte
- Casola di Napoli
- Lettere

Proprio nella Costiera ha un piccolo sbocco il comune di Vico Equense, nella frazione di Arola con la spiaggia di Tordigliano – che fa parte della città metropolitana di Napoli, anche se principalmente il comune appartiene alla penisola sorrentina. Altro comune del napoletano incluso in buona parte nell'area geografica della costiera è Agerola, i cui confini meridionali si estendono fino a circa un chilometro dalle linee di costa appartenenti a Praiano e Positano. Ulteriore comune facente parte del territorio partenopeo e della penisola sorrentina affacciato sulla Costiera Amalfitana è Piano di Sorrento.

## Economia
Il territorio ha un forte indotto economico grazie al turismo, molto presente grazie all'eccezionale paesaggio della costa che è rimasto nell'immaginario collettivo di molti stranieri come uno dei simboli dell'Italia. Altro notevole indotto economico è costituito dall'esportazione del celebre limone Costa d'Amalfi.